# Dbaiyeh
Dbaiyeh (arabe : ضبيه ) est une commune libanaise située dans le district du Metn sur le littoral du gouvernorat du Mont-Liban au Liban. La ville est située entre la capitale et Jounieh, autre ville importante du pays, ce qui en fait un lieu de résidence adéquat et bon marché tout en étant proche des lieux stratégiques, l'autoroute nationale longeant la ville sur le littoral.
La commune forme avec celles de Zouk El-Kharab, de Haret El-Bellaneh, et d'Aoukar une seule municipalité administrée par un maire et un conseil municipal, et dont la mairie est située dans la commune d'Aoukar à proximité des locaux de l'ambassade des États-Unis au Liban. 
Le développement des différentes infrastructures de la commune depuis le début des années 2000 lui permet d'accueillir sur son territoire diverses activités, surtout celles liées au commerce et au tourisme. Depuis 2011, plusieurs grandes enseignes de grandes entreprises libanaises et internationales se sont installées sur le côté ouest de la commune jonchant surtout le bord de l'autoroute du littoral et de nombreux restaurants, hôtels et centres commerciaux ont pris place presque sur plusieurs sites du territoire. Le secteur de l'immobilier a commencé à prendre de l'ampleur depuis la fin des années 1980 transformant le petit village de Dbaiyeh en une cité résidentielle et par la suite en un lieu destiné au tourisme de luxe et au shopping de renommée nationale.

## Histoire
Le nom Dbaiyeh tire ses origines d'un mot phénicien désignant une biche. Grâce à sa situation géographique au bord de la mer méditerranée et proche de la capitale, la ville connait un développement économique à partir de la fin du XIXe siècle notamment avec l'installation d'une compagnie des eaux en 1870 qui desservira Beyrouth et ses alentours en eau potable. Le transport ferroviaire longeant le littoral passe également par la ville pour le transport de marchandises et de passagers, ce qui en fait alors déjà un lieu commercial et résidentiel stratégique.
En 1954, s’achève la construction d'une autoroute qui relie Beyrouth à Nahr el Mot jusqu'à Nahr el Kalb. Dbaiyeh est alors joignable par train, et par voiture.
Aujourd'hui, la ville n'a toujours pas perdu son identité de pont commercial et touristique grâce à ses nombreux centres commerciaux, hôtels et restaurants, mais elle ne jouit malheureusement plus du transport ferroviaire qui a disparu dans tout le pays après la guerre civile dans les années 1970.

## Commerce et tourisme
En raison de sa proximité avec la capitale Beyrouth et la ville de Jounieh, Dbaiyeh connait un développement commercial qui ne se s'estompe toujours pas aujourd'hui. Elle comporte deux grands centres commerciaux, ABC Dbayeh et LeMall Dbayeh avec un cinéma dernier cri, mais également un grand hypermarché Spinneys, et de très nombreux magasins de vêtements de marque (Bata, Tommy Hilfiger etc.), meubles, et produits Hi-Tech tels que le Samsung Store qui longent l'autoroute qui traverse la ville le long de la cote.
De nombreux bars et restaurants s'installent comme des petits pains, on peut manger italien, français, chinois, japonais, mexicain, libanais, arménien etc. Le restaurant libanais Babel est d'ailleurs d'une renommée nationale. Le gros avantage à Dbaiyeh est qu'on peut se faire livrer pratiquement tout chez soi.
Dbaiyeh abrite également de nombreux hôtels de toutes classes. Le Royal Hotel Resort, édifice moderne monumental, est un des plus prestigieux hôtels du pays. Il est notamment connu pour son parc aquatique qui est le deuxième plus grand du pays après le Waves Aqua Park à Mansourieh.

### Construction du Waterfront City
Le Waterfront City est à ce jour le plus grand projet architectural et structurel du pays et le deuxième plus grand projet jamais réalisé après le centre-ville de Beyrouth reconstruit par Solidere. Il est construit sur un prolongement artificiel de la côte de Dbaiyeh et pourra accueillir plus de 10 000 habitants, ainsi que de nombreux bureaux, restaurants, hôtels, magasins, etc. Son attraction principale sera le grand centre commercial Dbayeh City Centre avec un hypermarché Carrefour. Le Waterfront comportera également une grande marina qui lui permettra la disponibilité d'un transport maritime.
La fin du chantier devrait être pour fin 2016.